# Papaikou
Papaikou est une ville de l’État d'Hawaï, aux États-Unis. Elle a le statut de census-designated place. Elle compte 1 414 habitants au recensement de 2000.

## Démographie
| 2000  | 2010  | - | - | - | - |
| ----- | ----- | - | - | - | - |
| 1 014 | 1 314 | - | - | - | - |